# Alquézar
Alquézar – gmina w Hiszpanii, w prowincji Huesca, w Aragonii, o powierzchni 32,36 km². W 2011 roku gmina liczyła 301 mieszkańców.